# Abdoulaye Doucouré
Abdoulaye Doucouré (Meulan-en-Yvelines, 1 januari 1993) is een Frans-Malinees voetballer die doorgaans als centrale middenvelder speelt. In september 2020 verruilde hij Watford voor Everton FC.

## Clubcarrière
Doucouré komt uit de jeugdopleiding van Stade Rennais. Hiervoor debuteerde hij op 27 april 2013 in de Ligue 1, als basisspeler tegen Stade Brestois. Hij werd zes minuten voor tijd vervangen door Alou Diarra. Tegen OGC Nice, Valenciennes en AC Ajaccio stond hij opnieuw in de basiself. Doucouré was vanaf het seizoen 2014/15 bij Stade Rennais. Hij tekende in februari 2016 bij Watford, dat hem direct voor een halfjaar verhuurde aan Granada CF. Na zijn terugkeer werd hij basisspeler bij de Engelse ploeg, waarvoor hij in oktober 2019 zijn honderdste wedstrijd in de Premier League speelde.
Doucouré verruilde Watford op 8 september 2020 voor Everton. Everton betaalde €22.100.000 aan Watford voor de Fransman. Op 13 september 2020 maakte hij zijn debuut voor Everton dat speelde tegen Tottenham Hotspur. Everton won met 0-1.

## Clubstatistieken
| Seizoen     | Club          | Competitie       | Competitie | Competitie | Beker | Beker | Internationaal | Internationaal | Totaal | Totaal |
| Seizoen     | Club          | Competitie       | Wed.       | Dlp.       | Wed.  | Dlp.  | Wed.           | Dlp.           | Wed.   | Dlp.   |
| ----------- | ------------- | ---------------- | ---------- | ---------- | ----- | ----- | -------------- | -------------- | ------ | ------ |
| 2012/13     | Stade Rennais | Ligue 1          | 4          | 1          | 0     | 0     | —              | —              | 4      | 1      |
| 2013/14     | Stade Rennais | Ligue 1          | 20         | 6          | 7     | 1     | —              | —              | 27     | 7      |
| 2014/15     | Stade Rennais | Ligue 1          | 35         | 3          | 6     | 2     | —              | —              | 41     | 5      |
| 2015/16     | Stade Rennais | Ligue 1          | 16         | 2          | 4     | 1     | —              | —              | 20     | 3      |
| Club totaal | Club totaal   | Club totaal      | 75         | 12         | 17    | 4     | 0              | 0              | 92     | 16     |
| 2015/16     | → Granada CF  | Primera División | 15         | 0          | 0     | 0     | —              | —              | 15     | 0      |
| Club totaal | Club totaal   | Club totaal      | 15         | 0          | 0     | 0     | 0              | 0              | 15     | 0      |
| 2016/17     | Watford       | Premier League   | 20         | 1          | 3     | 0     | —              | —              | 23     | 1      |
| 2017/18     | Watford       | Premier League   | 37         | 7          | 2     | 0     | —              | —              | 39     | 7      |
| 2018/19     | Watford       | Premier League   | 35         | 5          | 5     | 0     | —              | —              | 40     | 5      |
| 2019/20     | Watford       | Premier League   | 20         | 2          | 2     | 0     | —              | —              | 22     | 2      |
| Club totaal | Club totaal   | Club totaal      | 112        | 15         | 12    | 0     | 0              | 0              | 124    | 15     |

Bijgewerkt t/m 2 januari 2020

## Interlandcarrière
Doucouré maakte deel uit van alle Franse nationale jeugdselecties vanaf Frankrijk –17.
1 Pickford ·
2 Patterson ·
3 Aznou ·
5 Keane ·
6 Tarkowski ·
7 McNeil ·
9 Beto ·
10 Ndiaye ·
11 Barry ·
12 Travers ·
15 O'Brien ·
17 Chermiti ·
17 Grealish ·
19 Mykolenko ·
23 Coleman ·
24 Alcaraz ·
27 Gueye ·
32 Branthwaite ·
37 Garner ·
38 Tyrer ·
42 Iroegbunam ·
45 Armstrong ·
Dewsbury-Hall ·
Coach: Moyes · 
Assistent-coach: Baines · 
Assistent-coach: Irvinne · 
Assistent-coach: McKinlay ·
Keeperstrainer: Cameron